# Córka (film 2021)
Córka (ang. The Lost Daughter) – dramat filmowy z 2021 roku w reżyserii Maggie Gyllenhaal. Adaptacja powieści Eleny Ferrante, nagrodzona Złotą Osellą za najlepszy scenariusz na 78. MFF w Wenecji i nominowana do trzech Oscarów. Zdjęcia kręcono na greckiej wyspie Spetses (Attyka).

## Obsada
- Olivia Colman jako Leda Caruso[2]
- Jessie Buckley jako młoda Leda Caruso
- Dakota Johnson jako Nina
- Dagmara Domińczyk jako Callie
- Ed Harris jako gospodarz Lyle
- Paul Mescal jako Will
- Peter Sarsgaard jako profesor Hardy
- Alba Rohrwacher jako wędrowniczka[3]

## Odbiór

### Reakcja krytyków
Film spotkał się z pozytywną reakcją krytyków. W agregatorze recenzji Rotten Tomatoes 95% z 222 recenzji uznano za pozytywne, a średnia ocen wystawionych na ich podstawie wyniosła 7,90. Z kolei w agregatorze Metacritic średnia ważona ocen z 51 recenzji wyniosła 86 punktów na 100.

### Nagrody
Film nominowano do nagrody Oscara w trzech kategoriach: najlepsza aktorka pierwszoplanowa, najlepsza aktorka drugoplanowa oraz najlepszy scenariusz adaptowany.